# Carl Schuster (Theologe)
Carl Friedrich Theodor Schuster (* 25. April 1833; † 3. Dezember 1907 in Hannover) war ein deutscher lutherischer Theologe, Konsistorialrat und Generalsuperintendent der Generaldiözesen Calenberg und Hannover.

## Leben
Schuster war ein Sohn des Generalsuperintendenten von Lüneburg-Celle Karl Georg Schuster. Er wurde nach Absolvierung des Studiums der Theologie zunächst Hilfspastor in Bassum, 1865 Pastor in Düderode und noch im gleichen Jahr Konventualstudiendirektor in Loccum. 1880 wurde er als erster Pastor an der St.-Jacobi-Kirche und Superintendent nach Göttingen berufen. 1882 wurde er geistliches Mitglied des Konsistoriums in Hannover, von 1884 bis 1903 zugleich Generalsuperintendent von Calenberg, 1903 bis 1905 Generalsuperintendent von Hannover. Ab 1891 war Schuster auch außerordentliches geistliches Mitglied des Landeskonsistoriums.

## Werke
- Das Kloster Loccum. Blicke auf die Geschichte, Alterthümer und Kunstschätze des Klosters (Hannover 1876)
- Die Ausbildung der Theologen im Prediger-Seminar des Klosters Loccum mit Andeutungen über des Klosters Geschichte, Alterthümer und Kunstschätze (Hannover 1876)
- Der gute Vortrag, eine Kunst und eine Tugend. Practisch-theologische Studie (Wiesbaden 1881)
- Die Vorbereitung der Predigt : praktisch-theologische Studie (Wiesbaden 1889)
- Das Studium der Theologie in der Gegenwart. Anleitung für Anfänger (Stuttgart 1892)